# Lydia Lavín
Lydia Lavín (29 de diciembre de 1953, Ciudad de México, México) es una investigadora, catedrática y diseñadora de moda mexicana.

## Primeros años
Nace en el seno de una familia textilera, dueña de las empresas de tejido de punto Tricot y Elko. Luego de que la diseñadora a cargo de las marcas enfermara y regresara a su país abandonando el puesto, Lydia diseñó su primera colección por petición de su padre a la edad de 16 años convirtiéndose en la diseñadora de la empresa hasta 1983.
Posteriormente, al estudiar el último año de la carrera de Diseño gráfico en la Universidad Iberoamericana, decide cursar la materia Diseño Textil Tradicional Mexicano que impartía la antropóloga Marta Turok. Tras interesarse en el tema, Lydia quedó como adjunta de la materia para impartirla ella año y medio después, actividad que realizó durante dieciséis años en distintas universidades.

## Academia
A la par de su impartición de la materia de Diseño Textil Tradicional Mexicano, Lydia colaboró con la Comisión Nacional para el Desarrollo de los Pueblos Indígenas (entonces Instituto Indigenista Nacional) en conjunto del Fondo Nacional para el Fomento de las Artesanías en un proyecto de preservación de técnicas textiles tradicionales durante ocho años.
En la actualidad continua ejerciendo su labor docente en la carrera de Diseño de Moda en su alma mater, la Universidad Iberoamericana

## Moda
En 1994 emprendió una empresa llamada AsesorText donde asesoraba a distintas marcas de diseño nacionales e internacionales afincadas en México, tras 11 años, en 2005 decidió abrir su propia marca: Lydia Lavín. Para 2012, dio entrada a su hija, Monserrat Messeguer como codiseñadora, ese mismo año se encargó de vestir la campaña "Visit Mexico" de la Sectur.

### Labor con comunidades indígenas
Lydia ha sido reconocida por laborar con comunidades indígenas desde la fundación de su marca, en una entrevista para Milenio ella refiere: 
Siempre tuve la idea de generar una marca de diseño mexicano que se encargara de trabajar con comunidades indígenas y mestizas y que ayudara a promover, comercializar y producir moda mexicana contemporánea.
Actualmente trabaja con 10 comunidades indígenas alrededor de la república, estando mayormente enfocada en Oaxaca, Guerrero y Puebla.

## Obra
Lydia escribió en conjunto con su alumna, Gisela Balassa, Museo del Traje Mexicano, una obra en seis volúmenes distribuidos por Editorial Clío en formato de revista en la que estudia y analiza la indumentaria en México desde la época prehispánica hasta el Porfiriato. Esta surge luego de que Enrique Krauze le ofreciera la idea a Balassa y esta a Lavín con quien trabajó en conjunto durante tres años para completar la obra, según declaraciones de Lydia, la inquietud por ahondar en la investigación sobre el vestido mexicano fue causada por la falta de bibliografía sobre el tema en el país. La investigación se llevó a cabo con apoyo de varios eruditos en trajes y textiles indígenas, fotógrafos, el Museo Nacional de Antropología, el Museo Nacional de Historia y la Escuela Nacional de Conservación, Restauración y Museografía “Manuel del Castillo Negrete”. Los seis volúmenes que componen a la colección son los siguientes:
- Museo del traje mexicano Volumen I: El mundo prehispánico.
- Museo del traje mexicano Volumen II: El siglo de la Conquista.
- Museo del traje mexicano Volumen III: El siglo del barroco Novohispano.
- Museo del traje mexicano Volumen IV: El siglo de las Luces.
- Museo del traje mexicano Volumen V: El Siglo del Imperio y la República.
- Museo del traje mexicano Volumen VI: El siglo cosmopolita

## Exposiciones
- Lakma Museum, Holanda
- Galería Matadero, Madrid, España.
- Museo de Antropología de Xalapa, Xalapa-Enríquez, Veracruz, México[9]
- The Rebozo in Art, Culture and Fashion, Fashion and Textile Museum of London, 2014.[10]
- El Arte de la Indumentaria y la Moda en México, Palacio de Iturbide, Ciudad de México, México, 2016.[11]

## Trivia
Lydia Lavín fue invitada como jurado en el episodio 9 de la séptima temporada de Germany's Next Topmodel que fue filmado en Cancún, México en 2012.

## Vida personal
Lydia es prima de la escritora y columnista Mónica Lavín y está casada con Francisco Messeguer con quien tuvo dos hijos: Monserrat y Francesc Messeguer.